# Trigoniulus takakuwai
Trigoniulus takakuwai är en mångfotingart som beskrevs av Karl Wilhelm Verhoeff 1938. Trigoniulus takakuwai ingår i släktet Trigoniulus och familjen Trigoniulidae. Inga underarter finns listade i Catalogue of Life.